# Anglet
Anglet (en francès i occità; sent també la forma oficial o Angelu en basc) és un municipi francès del territori històric de Lapurdi, País Basc, situat al departament dels Pirineus Atlàntics i a la regió de la Nova Aquitània. L'any 2006 tenia 37.646 habitants. El seu actual alcalde és Jean Espilondo.

## Geografia
Limita amb Biàrritz per l'oest, amb Basusarri i Arrangoitze pel sud, i per l'est amb Baiona i Bokale. El terme és un 10% recobert de boscos de pins, sobretot les zones de Pignada, del Llatzeret i de Chiberta.
La costa sorrenca que comença 200 km al nord, a la punta de Grave, al final de l'estuari de la Gironda, s'acaba a Angelu, i hi és subratllada amb nombrosos dics que tallen la riba.

## Llengües
Anglet forma part, amb Baiona, Biàrritz i la zona dei Baix Ador, d'una zona de llengua occitana (del dialecte gascó), tot i l'aportació d'una populació d'origen rural i de llengua basca. La llengua dominant és el francès.